# Каппадокия (фема)

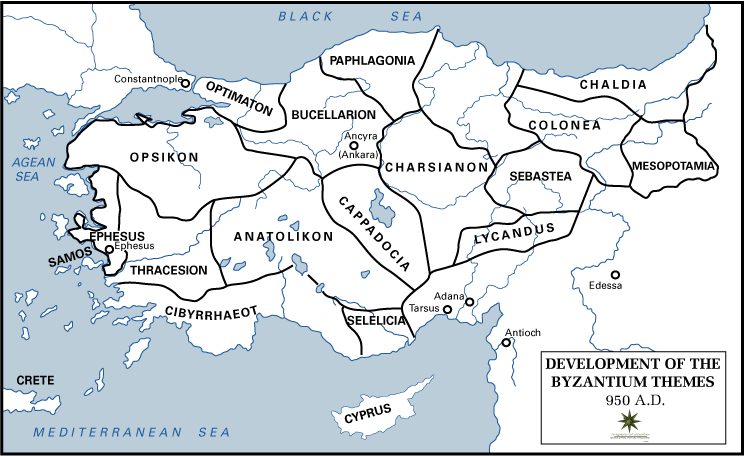
Малая Азия около 950 года, фема Каппадокия обозначена как Cappadocia

Фема Каппадокия (греч. Καππαδοκία) — военно-административная единица Византийской империи (фема), охватывавшая южную часть современного региона Каппадокия (Турция). Просуществовала с начала IX до конца XI века.

## История
Фема охватывала бо́льшую часть территории античной римской провинции Каппадокия Вторая и частично захватывала Каппадокию Первую.
Расположенная к северу от Киликийских Ворот, фема Каппадокия сильно страдала от их постоянных набегов арабов, города и крепости регулярно разграблялись, и регион разорялся и обезлюдел. Города Тиана, Гераклея Кибистра и Фаустинополис были стёрты арабами с лица земли в начале IX века, и хотя Кибистра была отстроена, жители двух других городов переселились в Нигде и Лулон.